# Aurelio Picca
Aurelio Picca (Velletri, 17 gennaio 1957) è un poeta e scrittore italiano.

## Biografia
Scrittore e poeta, Aurelio Picca esordisce nel 1990 con la raccolta di poesia Per punizione (Rotundo); nel 1992 è invece pubblicata la raccolta di racconti La schiuma (Gremese), finalista al Premio Bergamo 1992.
Con I mulatti (Giunti, 1996) è stato per la seconda volta finalista al Premio Bergamo; il romanzo Tuttestelle (Rizzoli, 1998) vince il Premio Alberto Moravia e il Superpremio Grinzane Cavour ed è finalista al Premio Viareggio; il  poemetto civile L'Italia è morta, io sono l'Italia, edito per la prima volta nel 2007 e riproposto da Bompiani nel 2011; Se la fortuna è nostra, Premi Hemingway e Flaiano; Arsenale di Roma Distrutta (Einaudi Stile Libero, 2018), Premio Roma sezione Narrativa.
Aurelio Picca è anche giornalista pubblicista: ha collaborato e collabora, tra gli altri, con la Repubblica, il Giornale, Max, Nuovi Argomenti, Corriere della Sera, Il Messaggero, iO Donna.
Inoltre, è videomaker: Elogio delle Torri e Palio del bianco; Roma tanta poca; Asilo infantile, intervista a Edward Bunker.

## Opere
- Per punizione, Rotundo, 1990.
- La schiuma, Gremese, 1992.
- L'esame di maturità, Firenze, Giunti, 1995. - Milano, Rizzoli, 2001.
- I racconti dell'eternità, 1995.
- I mulatti, Firenze, Giunti, 1996.
- Tuttestelle, Collana Scala italiani, Milano, Rizzoli, 1998, ISBN 978-88-176-6089-1.
- Bellissima, Milano, Rizzoli, 1999.
- Sacrocuore, Milano, Rizzoli, 2003.
- Via Volta della morte, Collana Scala italiani, Milano, Rizzoli, 2006, ISBN 978-88-170-1126-6.
- L'Italia è morte, io sono l'Italia, L'Obliquo, 2007, ISBN 978-88-888-4540-1. - con un saggio di Luca Doninelli, Milano, Bompiani, 2011.
- Se la fortuna è nostra, Collana Scala italiani, Milano, Rizzoli, 2011, ISBN 978-88-170-4781-4.
- Addio, Collana Narratori italiani, Milano, Bompiani, 2012, ISBN 978-88-452-6992-9.
- Un giorno di gioia, Collana Narratori italiani, Milano, Bompiani, 2014, ISBN 978-88-452-7652-1.
- Capelli di stoppia. Mia sorella Maria Goretti, Collana Le vele, San Paolo Edizioni, 2016, ISBN 978-88-215-9836-4.
- Gesù mutilato, De Piante Editore, 2017, ISBN 978-88-942-2865-6.
- Arsenale di Roma distrutta, Collana Stile Libero Big, Torino, Einaudi, 2018, ISBN 978-88-062-3461-4.
- Il più grande criminale di Roma è stato amico mio, Collana Narratori italiani, Firenze-Milano, Bompiani, 2020, ISBN 978-88-301-0350-4.
- Contro Pinocchio, Collana Stile Libero Big, Torino, Einaudi, 2022, ISBN 978-88-062-5120-8.